# Kinect

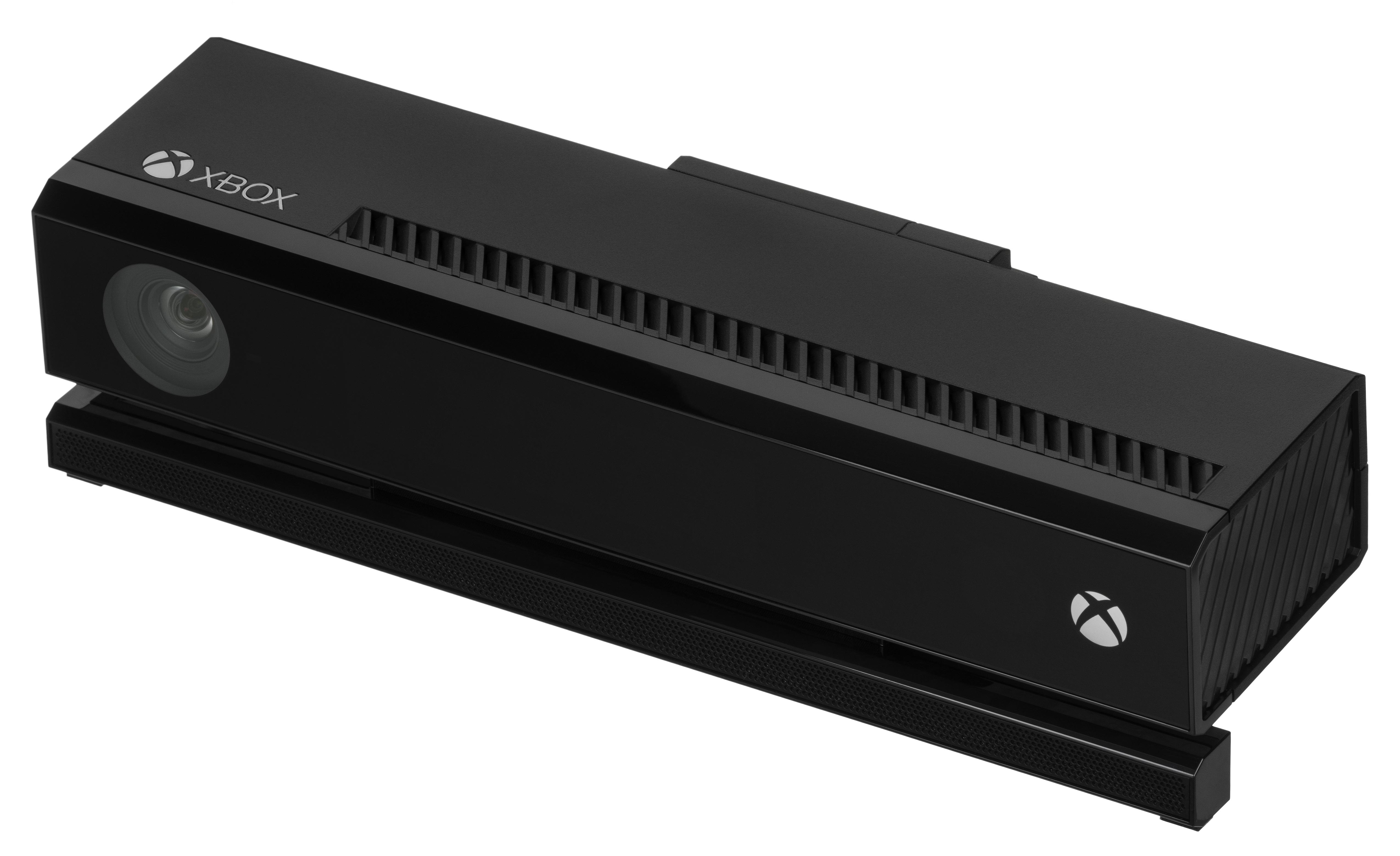
Kinect dla Xbox One

Kinect – urządzenie wejściowe, czujnik ruchu dla konsoli Xbox 360 i Xbox One wyprodukowane przez Microsoft. Urządzenie pozwala użytkownikowi na interakcję z konsolą bez konieczności używania kontrolera, poprzez interfejs wykorzystujący gesty wykonywane przy pomocy kończyn i całego ciała, jak i przez komendy głosowe.
Kinect został wprowadzony do handlu 4 listopada 2010 w Ameryce Północnej, 10 listopada 2010 w Europie, 18 listopada 2010 w Australii, Nowej Zelandii i Singapurze oraz 20 listopada 2010 w Japonii. 16 czerwca 2011 roku Microsoft ogłosił oficjalne wydanie pakietu Kinect for Windows SDK pozwalające na obsługę Kinecta z poziomu systemu Windows.
Kinect został wpisany do księgi rekordów Guinnessa jako "najszybciej sprzedające się urządzenie elektroniki konsumenckiej", po tym, jak w przeciągu pierwszych 60 dni został sprzedany w liczbie przekraczającej 8 milionów egzemplarzy. 9 stycznia 2012 roku liczba sprzedanych urządzeń przekroczyła 18 milionów.
W październiku 2017 roku Microsoft całkowicie zaprzestał produkcji Kinecta.

## Historia
Kinect pierwszy raz został zaprezentowany 1 czerwca 2009 roku na targach E3 pod nazwą Project Natal. Nazwa ta ma swoje źródło w nazwie brazylijskiego miasta Natal, które jest miejscem urodzenia dyrektora Microsoftu, Alexa Kipmana. Dodatkowo wyraz natal w języku angielskim znaczy również rodzimy, ojczysty, co odzwierciedla pogląd Microsoftu na projekt  jako narodziny kolejnej generacji rozrywki domowej.
13 czerwca 2010 roku w Centrum Galena w Kalifornii podczas targów E3, Microsoft przedstawił oficjalnie nową nazwę dla swojego projektu – Kinect, będącą kontaminacją angielskich wyrazów kinetic (kinetyczny) i connect (łączyć), opisując tym samym główne aspekty projektu. Firma ogłosiła również, że Kinect zostanie wydany jako jeden pakiet wraz z przeprojektowaną konsolą Xbox 360, która będzie posiadała dodatkowy port specjalnie dla Kinecta.
W listopadzie 2013 została wydana nowa wersja Kinecta z przeznaczeniem dla konsoli Xbox One.
W marcu 2016 Microsoft zaprzestał produkcji Kinecta dla Xboxa 360, a w październiku 2017 dla Xbox One.

## Budowa i zasada działania
Urządzenie posiada dwie kamery, promiennik podczerwieni, macierz czterech mikrofonów kierunkowych, akcelerometr i napęd pozwalający na uchylanie głowicy. Pierwsza z kamer to standardowa kamera wizyjna RGB, o rozdzielczości 640x480, wykorzystywana do przetwarzania obrazu wizyjnego (m.in. rozpoznawanie twarzy) oraz nanoszenia kolorów i tekstur na obiekty wirtualne. Druga jest częścią podsystemu sensora, zwracającego informację o głębokości. Podsystem ten działa na zasadzie pomiaru odległości za pomocą światła strukturalnego. Promiennik podczerwieni wyświetla przed kamerą chmurę punktów, których położenia rejestrowane są przez kamerę z filtrem podczerwonym. Uzyskana rozdzielczość informacji o głębi z kamery to 300x200 i dalej, jest programowo interpolowana do rozdzielczości kamery wizyjnej (640x480). Zakres działania czujnika odległości to 0,4-6,5 m. Informacja o odległości we wszystkich punktach daje możliwość programowego odczytania np. sylwetki człowieka i wykrycia jego gestykulacji. Zastosowanie metody światła strukturalnego pozwala na bezbłędne działanie sensora tylko w pomieszczeniach – odczyt jest wrażliwy na zbytnie nasłonecznienie.

### Dostarczane oprogramowanie Microsoft
Oprogramowanie dostarczane wraz z kamerą Kinect jest w stanie automatycznie przekalibrować czujnik w oparciu o stan gry oraz fizyczne otoczenie gracza, biorąc pod uwagę również różnego rodzaju przeszkody (np. meble). Kinect ma możliwość jednoczesnego śledzenia dowolnej liczby postaci, w tym 2 aktywnych graczy, będących w stanie zmieścić się w polu widzenia kamery. Urządzenie, śledząc postacie i dokonując analizy ich ruchów, "dzieli" człowieka na 48 części, monitorowanych w czasie rzeczywistym.

## Gry
Jako przykład wykorzystania nowej techniki Microsoft zaprezentował grę Ricochet, w której gracz za pomocą rąk i nóg musi wykopywać piłki. Z kolei Paint Party to gra, w której akcja polega na malowaniu: gracz, używając kubłów z farbą, rozbryzguje ją na wirtualnych sztalugach w stylu Jacksona Pollocka. Studio Petera Molyneuxa z Lionhead Studios opracowało elektronicznego, obdarzonego sztuczną inteligencją chłopca Milo, który wchodzi w interakcje z graczem. Dzięki rozpoznawaniu twarzy Milo identyfikuje gracza i wita go jego imieniem. Mikrofon z oprogramowaniem do rozpoznawania głosu umożliwia prowadzenie rozmowy z graczem i reagowanie na jego odpowiedzi.
Wraz z wydaniem konsoli w 2010 roku zostało zaprezentowanych pięć gier. Były to: Kinectimals, Kinect Sports, Kinect Adventures!, Kinect Joy Ride oraz Dance Central. Lista gier w połowie 2011 roku zawierała już kilkadziesiąt pozycji.

## Inne zastosowania
Kinect jest również wykorzystywany w środowiskach zajmujących się przetwarzaniem obrazów i robotyką, w szczególności mobilną. Stanowi tani zamiennik drogich sensorów laserowych do zastosowania w warunkach in-door (wewnątrz pomieszczeń). Powstałe biblioteki pozwalają na obsłużenie sensora za pomocą komputera PC na różnych systemach operacyjnych (Windows, Linux, macOS). Oprogramowanie to pozwala na uzyskiwanie z pomiarów głębokości i kamery wizyjnej zbiorów punktów 3D tzw. chmur punktów. Te dane mogą dalej być wykorzystane do różnych aplikacji, m.in. wykrywania obiektów w przestrzeni 3D, budowania map 2D, 2,5D i 3D, lokalizacji i nawigacji robotów mobilnych, tzw. algorytmów SLAM.
Zupełnie nową dziedziną, która powoli się rozwija to interaktywne reklamy. Poprzez zabawę w proste gry lub zwykłe zaprezentowanie oferty, połączone z klasycznymi elementami promocji (np. rozdawanie nagród za rozwiązanie zadania) próbują zainteresować konsumentów i przyciągnąć do danej marki.